# Выграев
Вы́граев (укр. Виграїв) — село в Корсунь-Шевченковском районе Черкасской области Украины.
Население по переписи 2001 года составляло 614 человек. Почтовый индекс — 19416. Телефонный код — 4735.

## Местный совет
19416, Черкасская обл., Корсунь-Шевченковский р-н, с. Выграев

## История
В XIX веке село Выграев было в составе Корсунской волости Каневского уезда Киевской губернии. В селе была Покровская церковь.